# Cycloderma aubryi
La tortuga de caparazón blando de Aubry (Cycloderma aubryi) es una especie de tortuga del género Cycloderma, familia Trionychidae. Fue descrita científicamente por Duméril en 1856.

## Distribución
Se encuentra en la República Democrática del Congo, Gabón, Angola (Cabinda) y, probablemente, en la República Centroafricana.